# Connie Hamzy
Connie Hamzy, de son nom complet Connie Hamzy-Parente et surtout connue dans le monde du rock sous les surnoms de Sweet Connie, Sweet Sweet Connie ou Connie Flowers, est une groupie américaine née le 9 janvier 1955 à Little Rock dans l'Arkansas et morte le 21 août 2021 dans la même ville. 
Elle a eu à partir des années 1970 et pendant près de 35 ans des aventures avec de nombreux musiciens de rock et a prétendu avoir reçu des propositions d'ordre sexuel de la part de Bill Clinton, alors gouverneur de l'Arkansas.

## Activités
Connie Hamzy naît le 9 janvier 1955 (ou 1951) dans une famille de la classe ouvrière des quartiers nord de Little Rock (sa mère est femme de ménage, son père vit de petits boulots). Elle est fille unique.
Elle a à peine 15 ans quand elle sort avec une première star de la scène, le batteur de Steppenwolf Jerry Edmonton. Elle affirme avoir eu ensuite des relations sexuelles avec de très nombreux rockers de passage à Little Rock dans les années 1970, 1980 et 1990 citant notamment Keith Moon de The Who, John Bonham de Led Zeppelin — s'amusant de « se spécialiser dans les batteurs » —, Alice Cooper, des musiciens de Eagles, Bad Company, Allman Brothers Band, les trois membres de ZZ Top, les Doobie Brothers, Willie Nelson, Gene Simmons et Paul Stanley de Kiss, Huey Lewis, Peter Frampton, les frères Van Halen ou plus récemment Neil Diamond. Elle « revendique » avoir couché avec (ou la plupart du temps prodigué des fellations à) entre 700 et 1 000 musiciens ou roadies, dans des relations furtives, parfois jusqu'à trente en une nuit, sans chercher de liaisons sentimentales, sauf avec quelques-uns comme Eddy Van Halen. Elle affirme s'être toujours sentie protégée et respectée par ses amants d'un soir et avoir conservé des liens d'amitié avec la plupart d'entre eux. Ses aventures de groupie sont détaillées dans un portrait de Cosmopolitan paru en 1974 et dans un article de Penthouse de 1992.
Elle est nommément mentionnée dans le premier single de Grand Funk Railroad, We're an American Band, n°1 aux États-Unis en 1973 qui la rend célèbre dans tout le milieu. Elle est alors dans sa dernière année de lycée : 
« Last night in Little Rock, put me in a haze
Sweet, sweet Connie, doin' her act
She had the whole show and that's a natural fact »
L'année suivante, c'est au tour des Canadiens de The Guess Who de la citer dans leur titre Pleasin' For Reason, après qu'elle et le guitariste et chanteur Donnie McDougall ont eu une liaison :
« Connie my love, our movie was great and so was the taste

It was pleasin' for reason. »
Puis Cheap Trick la mentionne dans Standing on the Edge en 1985 :
« Connie likes candy, every bite
All day sucker, Connie might
Swallow that thing 'cause she does it right. »
En 1991, elle fait la une de journaux américains après qu'elle a prétendu qu'en 1984 Bill Clinton — alors gouverneur de l'Arkansas — lui a proposé une relation sexuelle. L'entourage du futur président rapporte une version tout à fait contradictoire de la rencontre, où Connie Hamzy aurait abordé Clinton dans le lobby d'un hôtel et lui aurait montré ses seins,. Fervent soutien de Donald Trump, elle réitère ses allégations lors de la campagne électorale de 2016.
En 1995, elle publie une autobiographie intitulée Rock Groupie: The Intimate Adventures of "Sweet Connie" from Little Rock.
Célibataire et sans enfant, elle meurt le 21 août 2021 dans un hôpital de sa ville natale après une brève maladie. Don Brewer, le batteur de Grand Funk Railroad, lui rend hommage en la décrivant comme « une fille douce, très extravertie, qui voulait être célèbre ».

## Filmographie
Connie Hamzy apparaît dans son propre rôle dans :
- un documentaire de la série télévisée Insomniac with Dave Attell (2003) , consacré à Little Rock ;
- le documentaire de Jenna Rosher Let's Spend the Night Together (2010) ;
- un documentaire de la série Kvinnors hemliga liv (2010) ;
- le documentaire Let's Spend The Night Together: Confessions of Rock's Greatest Groupies (2011)[7].

## Publication
- (en) Connie Hamzy, Rock Groupie: The Intimate Adventures of „Sweet Connie“ from Little Rock, Spi Books, 1995 (ISBN 1-56171-361-9)[4].